# Epicauta xanthocephala
Especie de coleóptero de la familia Meloidae que habita en Brasil.